# Avilabroderi
Avilabroderi, ett bygdebroderi från Ávila i Spanien. Det används huvudsakligen till bakstycket på kvinnornas blusar samt på altar- och likkläden. Avilabroderiet hade sin storhetstid på 1500-talet. Broderistilen härstammar ursprungligen från Persien. Broderiet syddes ursprungligen på hemvävd lärft, med ullgarn i mörka färger och senare med ljust silke. Teknikerna som användes var applikation, kviltning och ett karakteristiskt broderi där motiven framstod negativt, dvs utan broderi, medan mönsterkonturerna markerades med dubbla förstygn. Bakgrunden fylldes helt med ett slags tvistsöm. (Jämför med assisibroderi.)